# Les Corbeaux (mini-série)
 (février 2023).
Si vous disposez d'ouvrages ou d'articles de référence ou si vous connaissez des sites web de qualité traitant du thème abordé ici, merci de compléter l'article en donnant les références utiles à sa vérifiabilité et en les liant à la section « Notes et références ».
Pour les articles homonymes, voir Les Corbeaux.
Les Corbeaux est une mini-série française en deux épisodes de 90 minutes réalisée par Régis Musset et écrite par Laurent Scalese, diffusés les 26 janvier et 2 février 2009 sur TF1.

## Synopsis
Le dérèglement climatique a fortement perturbé la migration des corbeaux, qui se retrouvent totalement désorientés sur une île bretonne. Sonia, médecin, et sa petite fille autiste, Estelle, installées sur l'île, s'inquiètent de la situation. Un ornithologue, Thomas, enquêtant sur le comportement étrange des différentes espèces d'oiseaux, s'interroge. Un gang de braqueurs, venu se cacher après un vol meurtrier, ne peut repartir. Tous sont confrontés à la violence des corbeaux. Les attaques se multiplient et la situation met la population en émoi...

## Distribution
- Astrid Veillon : Sonia
- Jean-Pierre Michaël : Thomas
- Anne Charrier : Nathalie
- Candice Hugo : Liliane
- Éric Boucher : Wilfrid
- Frédéric Pellegeay : Stéphane
- Zoé Duthion : Estelle
- Zacharie Chasseriaud : Julien
- Fabio Zenoni : Franck
- Delphine Grandsart : Julie
- Catherine Sola : Irina
- Jean-Pierre Malignon : Gardella
- Stéphane Bonnet : Buffetaut
- Warren Zavatta : Chatrier
- Igor Skreblin : Vigne
- Gianni Giardinelli : Yannick
- Brice Ormain : Jérôme
- Gilles Fossard : Lacombe
- Marie Montoya : Claire
- Rémi Bichet : Marc
- Pierre Laplace : Augustin
- Frédéric Rose : Gilles
- Jérémie Covillault : Yves
- Nicolas Jouhet : Roger
- Christophe Lecouvey : Antoine